# Blanche
Blanche és una pel·lícula francesa dirigida per Walerian Borowczyk, el 1971. Ha estat doblada al català.

## Argument
Al cor d'una multitud servil, curiosa, disposada a tot –cortesans, monjos, guàrdies, soldats-quatre homes s'enfronten, un rei i un patge, un senyor i el seu fill. Primer mitjançant les paraules, després amb el gest. Blanche és el motiu d'aquesta disputa.

## Repartiment
- Michel Simon: Châtelain
- Ligia Branice: Blanche
- Georges Wilson: Rei
- Jacques Perrin: Patge Bartolomeo
- Denise Péronne: Madame d'Harcourt
- Lawrence Trimble: Nicolas
- Roberto: Nan
- Jean Gras
- Michel Delahaye: Monjo
- Geneviève Graves
- Stanley Barry
- Guy Bonnafoux